# Molophilus taurus
Molophilus taurus är en tvåvingeart som beskrevs av Alexander 1914. Molophilus taurus ingår i släktet Molophilus och familjen småharkrankar. Inga underarter finns listade i Catalogue of Life.